# Cirebon (regentschap)
Cirebon is een regentschap in de provincie West-Java op het eiland Java. Cirebon telde in 2017 2.162.644 inwoners op een oppervlakte van 988 km².
De vroegere feodale heersers zijn nog steeds invloedrijk, het zijn de Panembahan van Kaprabonan die lager in rang is dan zijn verwanten de sultan van Kasepuhan en de sultan van Kanoman.
Cirebon bestaat uit 40 Onderdistrict, 12 Kelurahan en 412 Desa. Cirebon is gelegen in het kustgebied van de Javazee. Op basis van zijn geografische locatie bevindt Cirebon Regency zich in de positie van 6 ° 30'-7 ° 00 'zuiderbreedte en 108 ° 40'-108 ° 48' oosterlengte. Het noordelijke deel is laagland, terwijl het zuidwesten bergachtig is, namelijk de hellingen van de berg Ciremai. Het landoppervlak strekt zich uit van noordwest naar zuidoost.

## Geschiedenis
Purwa Kawitan Daksina Kawekasan, dat is het grote koninkrijk in de westelijke regio van het eiland Java Pakuan Pajajaran, dat is Gemah Ripah Repeh Nette Loh Jinawi Vruchtbare Kang Sarwa Tinandur Goedkope Kang Sarwa Tinuku, Kaloka Goedkoop eten en Lan Aman Tentrem Kawontenan ook. Met zijn koning genaamd Jaya Dewata die de titel Sri Baduga Maharaja Prabu Siliwangi Raja Agung, Punjuling Papak, Ugi Sakti Madraguna, Teguh Totosane Bojona Kulit Mboten draagt Tedas Tapak Paluneng Pande, gerespecteerd, geprezen door Puja door zijn volk en gerespecteerd door zijn tegenstanders.
Raja Jaya Dewata is getrouwd met Nyai Subang Larang en is gezegend met 2 (twee) zonen en een dochter, Prins Walsungsang die als eerste werd geboren in 1423 na Christus, de tweede Nyai Lara Santang werd geboren in 1426 na Christus. Ondertussen werd de derde zoon, koning Sengara, geboren in 1428 na Christus. In 1442 na Christus trouwde Prins Walunggusang met Nyai Endang Geulis Putri Ki Gedheng Danu Warsih van de Hermitage van de berg Mara Api.
Ze stopten bij verschillende hermitage, waaronder de Ciangkup-hermitage in het dorp Panongan (Sedong), de Mount Kumbang-hermitage in het Tegal-gebied en de Mount Cangak-hermitage in het dorp Mundu Mesigit, de laatste bereikte de berg Amparan Jati en ontmoette daar Sheikh Datuk Kahfi die uit het koninkrijk kwamen, Parsi. Hij is een islamleraar met veel kennis en karakter. Prins Walunggusang en zijn jongere broer Nyai Lara Santang en zijn vrouw Nyai Endang Geulis studeerden de islam van Syekh Nur Jati en vestigden zich bij Ki Gedheng Danusela, de jongere broer van Ki Gedheng Danuwarsih. Syekh Nur Jati gaf de naam Somadullah Prince Walsungsang en vroeg om het bos aan de kust aan de zuidoostkant van de berg Jati (nu Lemahwudul) te kappen. Dus sindsdien werd het gehucht Tegal Alang-Alang gesticht dat later de naam Caruban (gemengd) dorp kreeg dat in toenemende mate werd bezocht en bewoond door verschillende etnische groepen voor handel, landbouw en visserij in de zee.
Danusela (Ki Gedheng Alang-Alang) werd door de gemeenschap gekozen als de eerste Kuwu en na zijn dood in 1447 na Christus werd hij vervangen door Pangeran Walunggusang als de tweede Kuwu Carbon met de titel Pangeran Cakrabuana. Onder begeleiding van Sheikh Nur Jati maakten Pangeran Walanggungsang en Nyai Lara Santang de bedevaart naar het Heilige Land van Mekka.
Prins Walunggusang ontving de titel Haji Abdullah Iman en zijn jongere broer Nyai Lara Santang ontving de titel Hajah Sarifah Mudaim, en trouwde toen met een Egyptische koning genaamd Syarif Abullah. Uit de resultaten van zijn huwelijk werd hij gezegend met 2 (twee) zonen, namelijk Syarif Hidayatullah en Syarif Nurullah. Bij zijn terugkeer uit Mekka stichtte Prins Cakrabuana de Tajug en het Grote Huis dat Jelagrahan heette, dat later werd ontwikkeld tot Keraton Pakungwati (nu Kasepuhan-paleis) als een residentie met Putri Kinasih Nyai Pakungwati. Nadat grootvader Pangeran Cakrabuana Jumajan Jati stierf, werd de Keratuan in Singapore stopgezet (Singapore ligt + 14 km ten noorden van Pesarean Sunan Gunung Jati) maar zijn erfenis werd gebruikt voor de bouw van het Pakungwati-paleis en vormde ook soldaten met de naam Dalem Agung Nyi Mas Pakungwati. Prabu Siliwangi benoemde via zijn gezanten, Tumenggung Jagabaya en Raja Sengara (de jongere broer van Pangeran Walunggusang), Prins Carkrabuana om Tumenggung te worden met de titel Sri Mangana.
In 1470 na Christus kwam Syarif Hiyatullah, na zijn studie in Mekka, Bagdad, Campa en Samudra Pasai, naar het Java-eiland, arriveerde eerst in Banten en vervolgens in Oost-Java en kreeg de gelegenheid om te overleggen met heiligen onder leiding van Sunan Ampel. De beraadslaging resulteerde in een instelling die zich bezighield met de verspreiding van de islam op Java met de naam Wali Sanga.
Als lid van de organisatie kwam Syarif Hidayatullah naar Carbon om zijn Uwak, Tumenggung Sri Mangana (Prins Walunggusang) te ontmoeten om de islam te onderwijzen in de Carbon en omliggende gebieden, dus een kluis genaamd pekikiran (nu op de berg Sembung)
Nadat Suna Ampel in 1478 na Christus stierf, werd Syarif Hidayatullah bij de Wali Sanga-beraadslaging in Tuban aangesteld om de leiding van Wali Sanga te vervangen. Ten slotte werd het centrum van de activiteiten van Wali Sanga verplaatst van Tuban naar de berg Sembung in Carbon, die later het centrum van de aarde werd genoemd als een centrum voor religieuze activiteiten, terwijl het zich als centrum van de regering van Cirebon in het Pakungwati-paleis bevond als GERAGE. In 1479 na Christus trouwde Syarif Hidayatullah, die meer bekend is als prins Sunan Gunung Jati, met Nyi Mas Pakungwati Putri Pangeran Cakrabuana van Nyai Mas Endang Geulis. Sindsdien is Prins Syarif Hidayatullah de Sultan van Carbon I genoemd en heeft hij zich gevestigd in het Pakungwati-paleis.
Zoals gewoonlijk wordt gedaan door Prins Cakrabuana om eerbetoon te sturen aan Pakuan Pajajaran, deed toen in 1482 na Christus nadat Syarif Hidayatullah was benoemd tot Sultan van Koolstof een aankondiging aan Koning van Pakuan Pajajaran Prabu Siliwangi om geen eerbetoon meer te sturen omdat het Sultanaat van Cirebon een Onafhankelijke Staat is geworden. Afgezien hiervan was prins Syarif Hidayatullah via de Wali Sanga-instelling bereid om de koning van Pajajaran herhaaldelijk te vragen om in te stemmen met de islam, maar het mocht niet baten. Dat is de belangrijkste reden waarom prins Syarif Hidayatullah Cirebon tot een onafhankelijke staat heeft verklaard, onafhankelijk van het bewind van Pakuan Pajajaran. De gebeurtenis van de onafhankelijkheid van Cirebon van het verlaten van de macht van Pajajaran, wordt opgetekend in de geschiedenis van de datum van Dwa Dasi Sukla Pakca Cetra Masa Sahasra Patangatus Papat Ikang Sakakala, die samenvalt met 12 Shafar 887 Hijiriah of 2 april 1482 na Christus die nu wordt gevierd als de verjaardag van Cirebon Regency.
Stadsgemeenten: Bandung · Banjar · Bekasi · Bogor · Cimahi · Cirebon · Depok · Sukabumi · Tasikmalaya

Regentschappen: Bandung · Bekasi · Bogor · Ciamis · Cianjur · Cirebon · Garut · Indramayu · Karawang · Kuningan · Majalengka · Pangandaran · Purwakarta · Subang · Sukabumi · Sumedang · Tasikmalaya · West-Bandung